# Estación de Valladolid (Tren Maya)
Valladolid es una estación de trenes que se ubica en Valladolid, Yucatán, y pertenece al Tramo 4 del Tren Maya.
Andrés Manuel López Obrador anunció en su campaña presidencial del 2018 el proyecto del Tren Maya. El 13 de agosto de 2018 anunció el trazo completo. El recorrido de la nueva ruta del Tren Maya puso a la Estación Valladolid en la ruta que conectaría con Mérida, Yucatán y Cancún, Quintana Roo

## Características de la estación
De acuerdo con los arquitectos David Sosa Solís y Román Cordero Tovar, cuyo despacho ganó el concurso para realizar el diseño de la estación de Valladolid en el estado de Yucatán, este fue basado en un enfoque de sostenibilidad que cumple varios aspectos que tienen que ver con la vegetación, el medio circundante y lo económico, es decir es una estructura que rescata rieles para hacerlos pérgolas, los durmientes para hacerlos plazas y sobre todo se integra a la selva baja de esa región de la península yucateca, señalaron los responsables del proyecto.

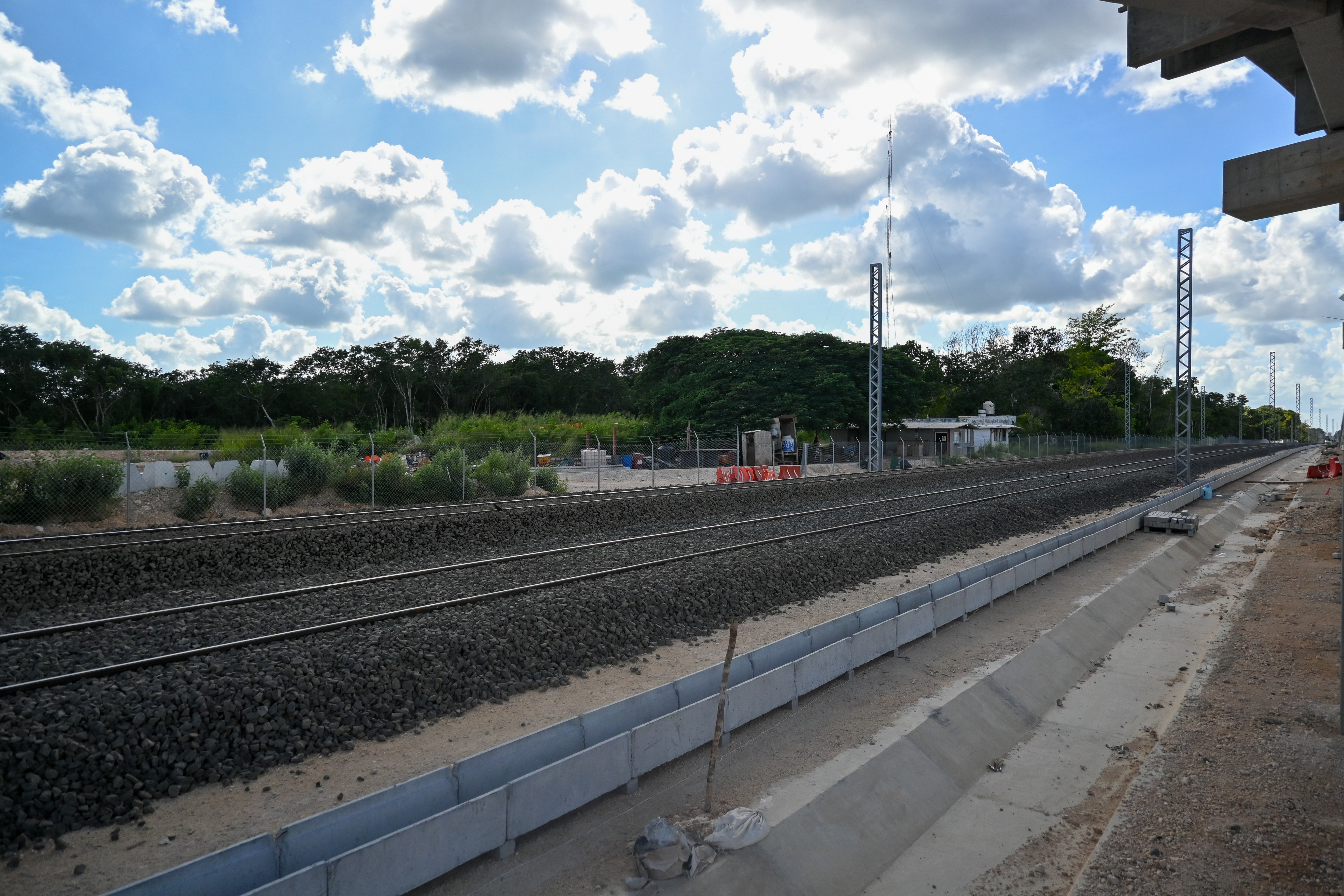
Vías cerca de la estación

En la parte superior de los portales se instaló una cubierta solar que capta la energía del sol, lo que representa que alrededor del 50 por ciento de la estación será limpia. “Es un cristal que tiene inmersa una placa fotovoltaica”, precisaron los autores del proyecto. 
También el diseño está contemplado para que las edificaciones “envejezcan dignamente”, es decir que no será necesario trabajar mucho para darle mantenimiento al conjunto cada determinado tiempo; contiene materiales que no requieren darles limpieza de manera permanente, sino que reducen el costo del mantenimiento cotidiano mediante una selección óptima de materiales constructivos y de colores que ayudan a la función del sostenimiento.
Actualmente, la estación en Valladolid se encuentra abierta y recibe a viajeros locales, nacionales e internacionales.